# Национальный музей (Варшава)

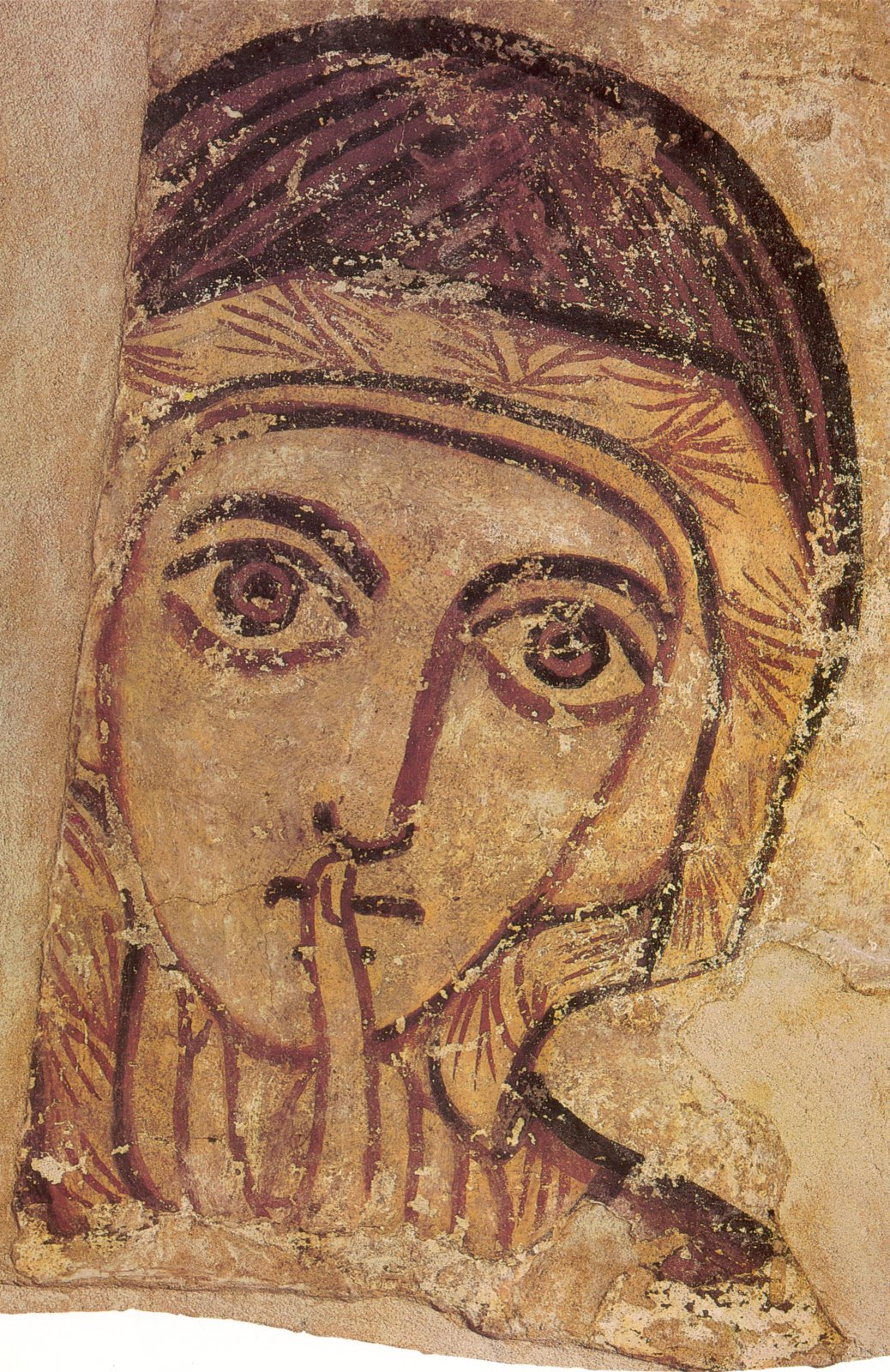
Св. Анна — фреска из коптского храма в Фарасе (Судан)

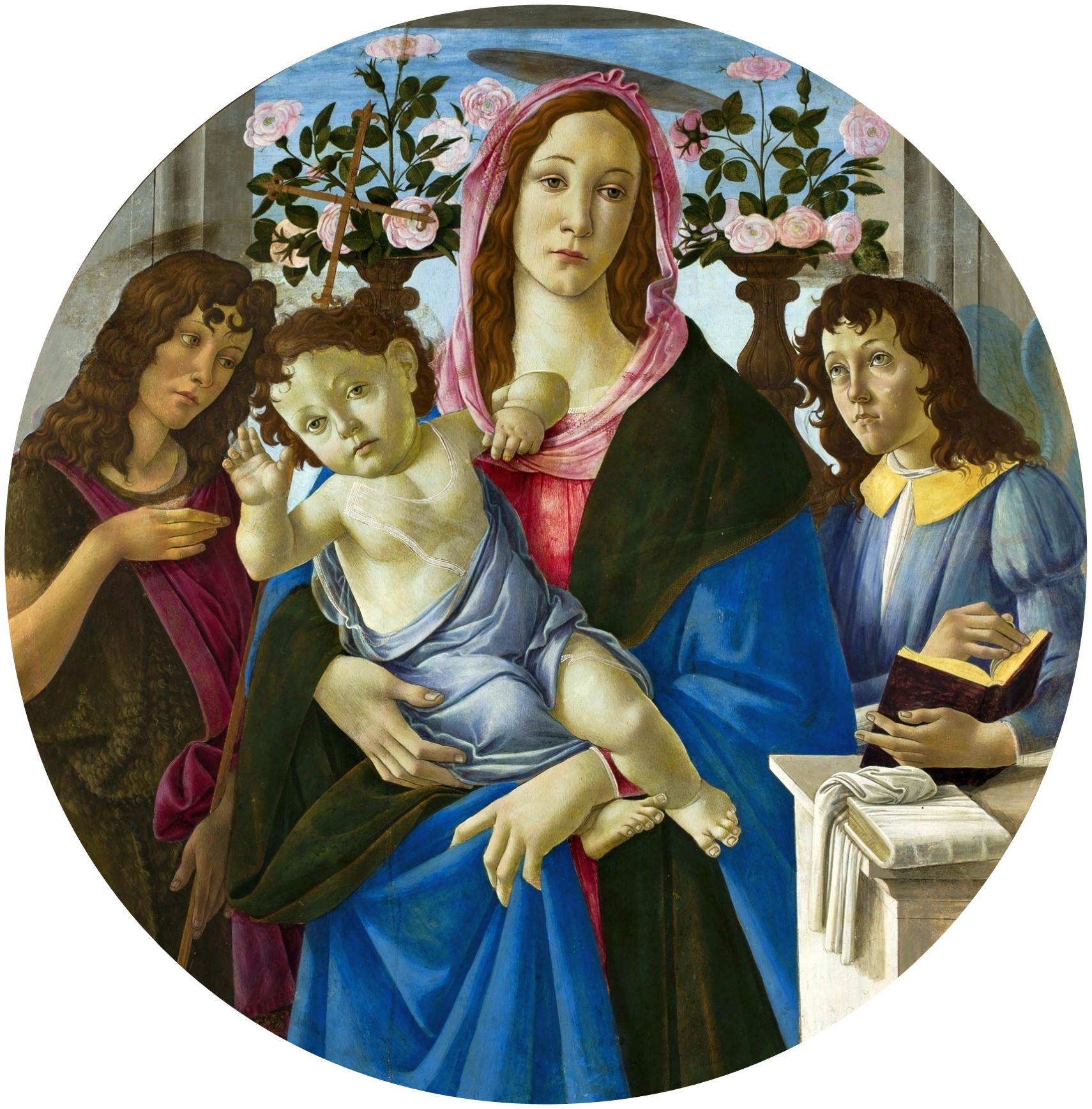
Дева Мария с Младенцем, Иоанном Крестителем и ангелом — Сандро Боттичелли

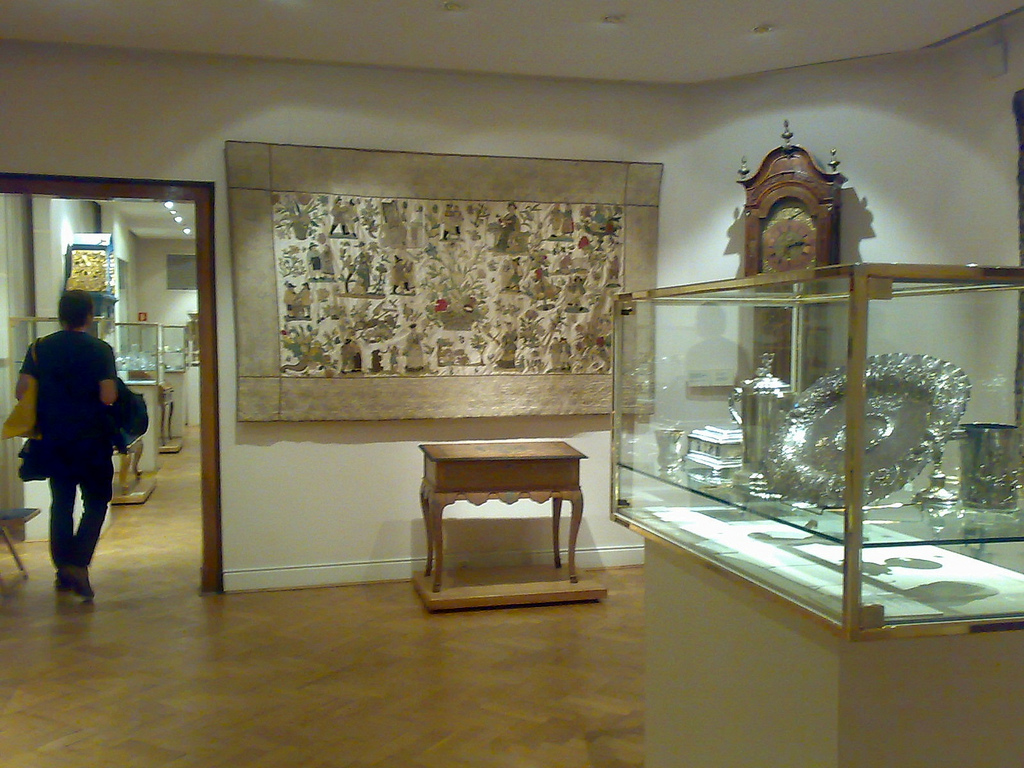
Национальный музей в Варшаве

Национальный музей в Варшаве (пол. Muzeum Narodowe w Warszawie (MNW))— музей, находящийся в Варшаве, Польша. Зарегистрирован в Государственном реестре музеев. 

## История
Музей искусства основан в 1862 году под названием «Музей изящных искусств». До 1916 года музей находился в одном здании со Школой изящных искусств.
Коллекция музея состояла из картин из фонда школы и гравюр из Государственной библиотеки. В 1916 году музей перешёл в собственность города Варшавы и получил название «Национального музея».
Собственное здание музея было построено в 1927—1938 годах по проекту архитекторов Тадеуша Толвинского и Антона Дыгата, и расположено по адресу: Иерусалимские аллеи, 3. В 1964—1972 годах с южной стороны пристроена новая часть здания по проекту архитекторов Кароля Голавского и Стефана Козинского.
С 1916 по 1935 год директором музея был Бронислав Гембажевский, в 1935 году директором стал Станислав Лоренц, и оставался на этом посту 47 лет до 1982 года.
Во время второй мировой войны гитлеровские оккупанты вывезли значительную часть коллекции. Во время Варшавского восстания 1944 года значительная часть оставшихся экспонатов была уничтожена.
В 1961—1964 годах археологические раскопки польских учёных под управлением профессора Казимежа Михаловского в Фарасе (северный Судан) принесли богатую коллекцию искусства древних христиан-коптов.

## В настоящее время
Коллекция музея представляет собой собрание произведений искусства от античности до XX века.
1. Коллекция античного искусства — в том числе древнеегипетское искусство
2. Коллекция раннехристианского искусства — в том числе коллекция из Фараса в Галереи Фарас
3. Коллекция средневекового искусства
4. Коллекция искусства Востока
5. Коллекция польской живописи
6. Коллекция польского современного искусства — Кабинет миниатюр
7. Коллекция польского современного искусства — коллекция гравюр и рисунков
8. Коллекция иностранного современного искусства — Галерея европейской живописи
9. Кабинет современной иностранной графики и рисунка
10. Коллекция современного искусства — Галерея польского искусства XX века
11. Коллекция декоративного искусства — коллекция польского декоративного искусства
12. Коллекция декоративного искусства — коллекция иностранного декоративного искусства
13. Коллекция скульптуры
14. Коллекция монет и медалей
15. Коллекция иконографии и фотографии
16. Библиотека

- Отделения

1. Неборовский дворец
2. Музей плаката в Вилянуве
3. Музей скульптуры Ксаверия Дуниковского во дворце Круликарня
4. Музей интерьеров в Отвоцке Великом
5. Музей полиции во дворце Мостовских